# Чернов, Павел Михайлович
Па́вел Миха́йлович Черно́в (1925, дер. Марданы, Вятская губерния — 26 сентября 1943, Ясногородка, Киевская область) — участник Великой Отечественной войны, стрелок 6-й роты 2-го стрелкового батальона 212-го гвардейского стрелкового полка 75-й гвардейской стрелковой дивизии 30-го стрелкового корпуса 60-й армии Центрального фронта, гвардии красноармеец, Герой Советского Союза (1943).

## Биография
Родился в 1925 году в деревне Марданы. Образование неполное среднее. С 1933 года жил в городе Чусовой Пермской области (ныне Пермский край).
В 1943 году призван в Красную Армию. С 4 сентября 1943 года стрелок 6-й роты 212-го гвардейского стрелкового полка 75-й гвардейской стрелковой дивизии.
Особо отличился гвардии красноармеец П. М. Чернов при форсировании реки Днепр севернее Киева, в боях при захвате и удержании плацдарма в районе сёл Глебовка и Ясногородка на правом берегу Днепра осенью 1943 года. В представлении к награждению командир 212-го гвардейского стрелкового полка гвардии полковник М. С. Борисов написал:

23 сентября 1943 года в составе взвода гвардии младшего лейтенанта Яржина гвардии рядовой Чернов первый форсировал реку Днепр и первый ворвался на пароход противника «Николаев», где вместе со взводом взяли пароход «Николаев», баржу с военно-инженерным имуществом, станковый пулемёт, миномёт и двух человек из команды парохода в плен.

Участвуя в боях за деревню Ясногородка, гвардии рядовой Чернов действовал решительно, смело и храбро, уничтожив до 18 немецких солдат и офицеров.
В бою за удержание и расширение плацдарма погиб 26 сентября 1943 года.
Указом Президиума Верховного Совета СССР от 17 октября 1943 года за успешное форсировании реки Днепр севернее Киева, прочное закрепление плацдарма на западном берегу реки Днепр и проявленные при этом мужество и геройство гвардии рядовому Чернову Павлу Михайловичу присвоено звание Героя Советского Союза посмертно.
Похоронен в селе Ясногородка (ныне — Вышгородский район Киевской области).

## Награды

Братская могила в с. Ясногородка

- Герой Советского Союза (орден Ленина и медаль «Золотая Звезда»; 17.10.1943).

## Память

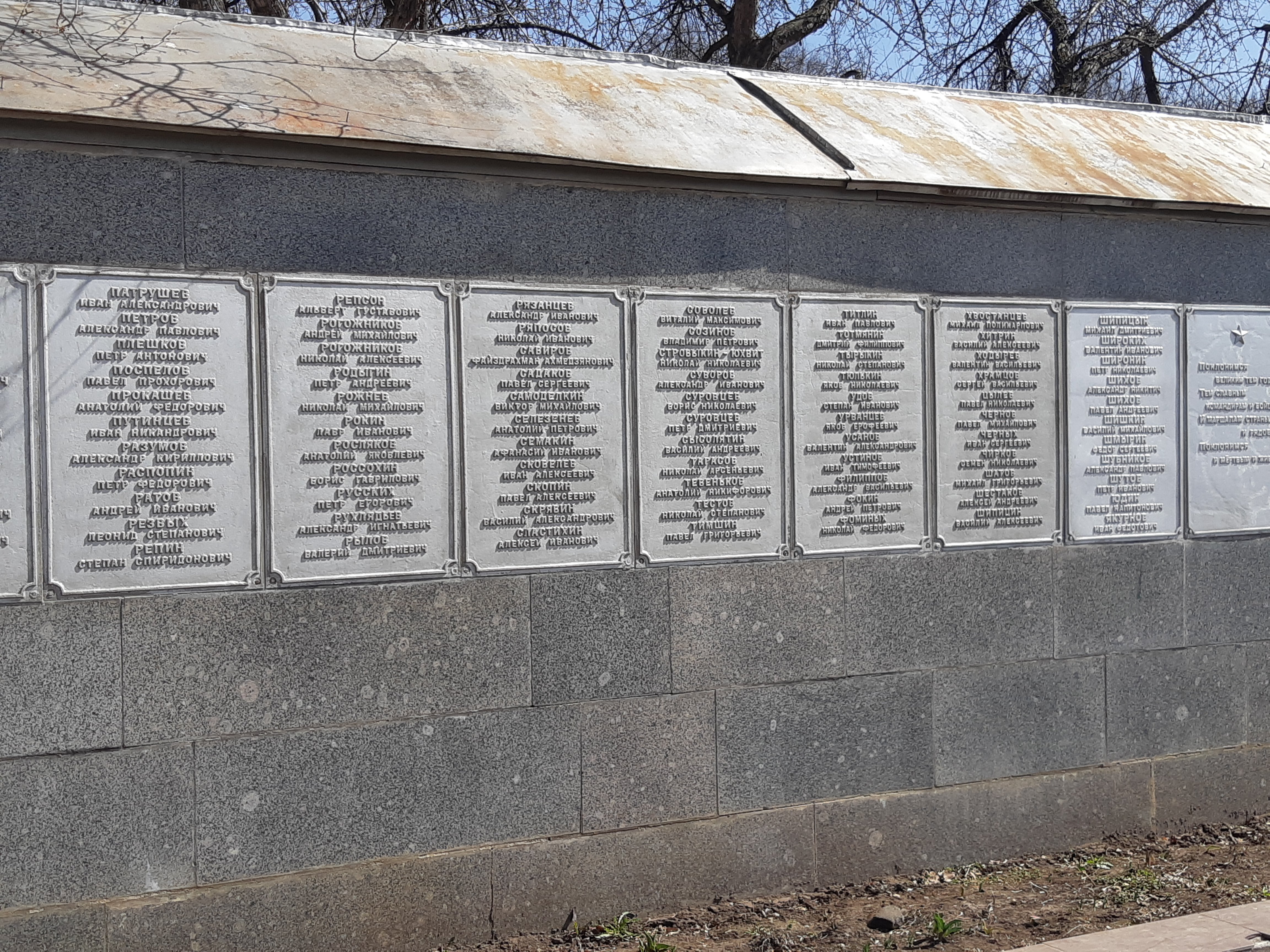
Имя Героя на мемориальной доске в парке г. Кирова

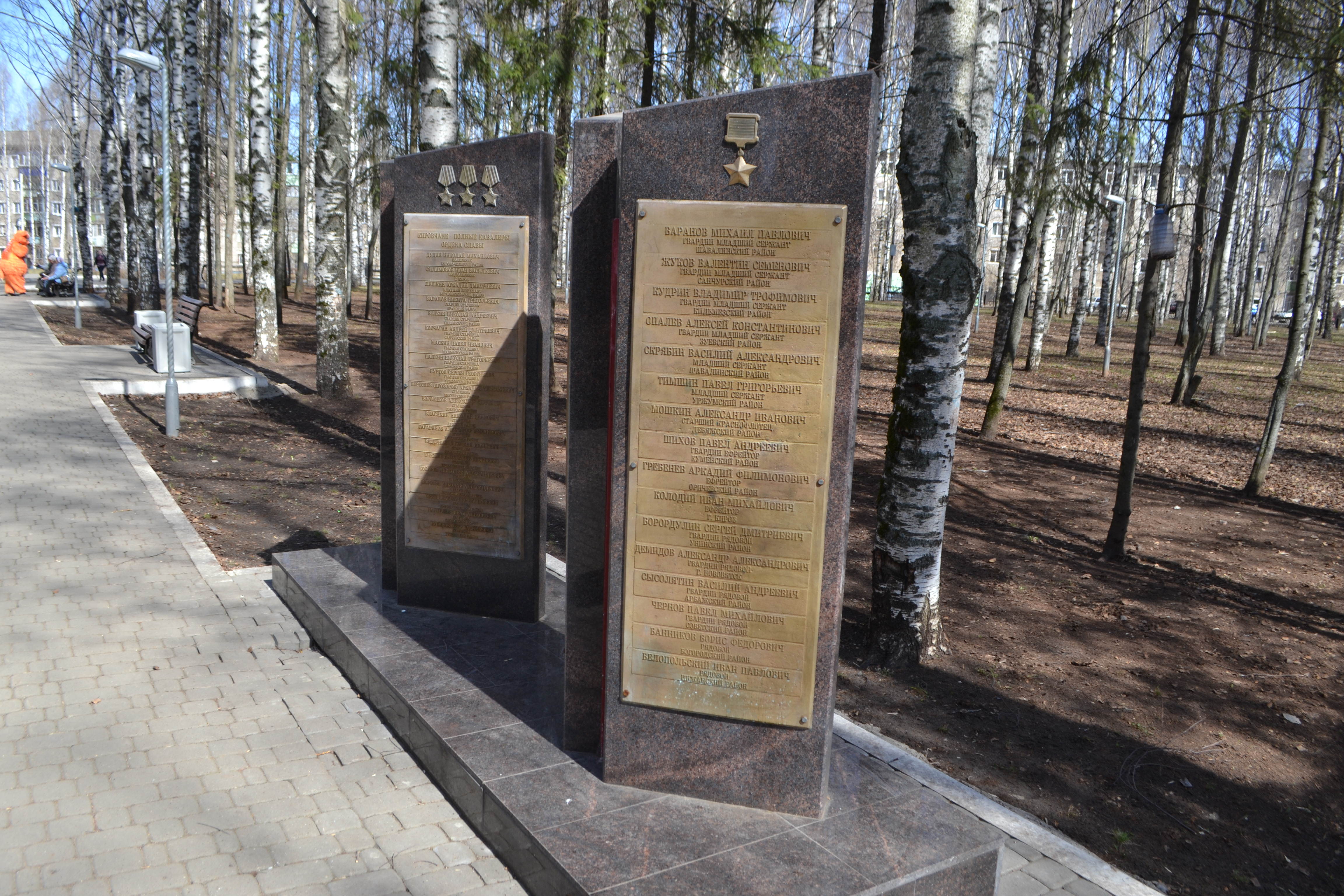
Имя Героя выбито на гранитной стеле на Аллее Славы в парке Победы города Кирова 2019

- Имя Героя выбито на гранитной стеле на Аллее Славы в парке Победы города Кирова 2019.
- Имя Героя высечено золотыми буквами в зале Славы Центрального музея Великой Отечественной войны в Парке Победы г. Москвы.
- Имя Героя Советского Союза увековечено на мемориальной доске, установленной в парке Дворца Пионеров в городе Кирове.
- В селе Ясногородка Вышгородского района Киевской области на братской могиле, где похоронен П. М. Чернов, установлен памятник и мемориальная доска.
- В городе Кирове имя П. М. Чернова увековечено на мемориальной доске[5].

## Комментарии
1. ↑  Деревня Марданы, относившаяся к Кичминской волости Яранского уезда, в последующем входила в состав Шаваржаковского сельсовета Кичминского района; не сохранилась, ныне — территория Советского района Кировской области[2].